# Metacritic
Metacritic este un site web care adună comentarii și recenzii despre albume de muzică, jocuri, filme, emisiuni TV și DVD-uri. Pentru fiecare produs, se iau scorurile numerice de la fiecare comentariu (sau recenzie) și se face media.
Metacritic a fost creat de Jason Dietz, Marc Doyle și Julie Roberts în 1999, și este deținut de Fandom, Inc. din 2022.